# فیل بورنئو
فیل بورنئویی (نام علمی: Elephas maximus borneensis) نام یک زیرگونه از گونه فیل آسیایی است.